# Vojtěch Rada
Vojtěch Rada (* 7. října 1979 Praha) je český malíř a výtvarník.

## Život
Studoval na Akademii výtvarných umění v Praze pod vedením Jana Hendrycha, Karla Strettiho a Zdeňka Berana. Ve svém díle se Rada zabývá výtvarnou tvorbou. Roku 1998 se spolu se svým bratrem Ondřejem účastnil čtvrtého ročníku bienále mladých výtvarníků do 35 let nazvané Vox humana, jež se konalo v Ostravě.